# Барбарела (филм)
Барбарела (енгл. Barbarella) је научнофантастични филм из 1968. у режији Рожеа Вадима. Темељи се на истоименом серијалу стрипова Жан-Клода Фореста. Џејн Фонда тумачи насловну јунакињу, свемирску путницу и представницу уједињене владе Земље послату да пронађе научника Дјуранда Дјуранда, који је створио оружје које може уништити човечанство.
Филм је остварио велику популарност у Уједињеном Краљевству, где је те године заузео друго место по заради. Савремени филмски критичари похвалили су визуелну слику и фотографију. Године 2022. Sony Pictures је најавио нову верзију филма, уз Сидни Свини у насловној улози.

## Радња
Барбарела (Џејн Фонда), међузвездана представница уједињене владе Земље 41. века, послата је да пронађе научника Дјуранта Дјуранда са планете Тау Сети. Дјуранд Дјуранд је изумео оружје које може уништити човечанство. На Земљи сада влада мир и оружје је непознаница. Тау Сети је непознати део свемира, због чега постоји шанса да оружје падне у погрешне руке. Обучена у низ заносних костима, Барабрела лети у свом психоделичном свемирском броду на Тау Сети, где се њен брод слупа при слетању. Полако, али сигурно, она проналази пут до Дјуранд Дјуранда крећући се од једног до другог места.

## Улоге
| Глумац          | Улога            |
| --------------- | ---------------- |
| Џејн Фонда      | Барбарела        |
| Џон Филип Ло    | Пигар            |
| Анита Паленберг | Црна Краљица     |
| Мајло О’Шеј     | Дјуранд Дјуранд  |
| Марсел Марсо    | Професор Пинг    |
| Клод Дофен      | Председник Земље |
| Вероника Вендел | Капетаница Мун   |
| Серж Маркан     | Капетан Сан      |
| Ђанкарло Кобели | Револуционар     |
| Дејвид Хемингс  | Диландо          |
| Уго Тоњаци      | Марк Ханд        |